# Luftskib L 7
Luftskib L 7 (fabriksnr. LZ 32) var en M-klasse zeppeliner, som blev bygget på Luftschiffbau Zeppelin i Friedrichshafen til den tyske Kaiserliche Marine og foretog sin første flyvning 23. november 1914.
Luftskibet var godt et års tid stationeret på luftskibsbasen i Tønder, da det på rekognoscering ved Horns Rev opdagede en britisk konvoj på vej for at angribe Tønder. L 7 blev ramt af granatsplinter og tvunget til at nødlande på havet, men inden hjælp nåede frem skød den britiske ubåd HMS E31 luftskibet i brand, så 11 ombordværende omkom, heriblandt de 2 officerer, mens 7 blev reddet ombord på ubåden og taget med som krigsfanger.

## Officerer ombord
L 7 blev 24. november 1914 stationeret i Leipzig, flyttet 23. januar 1915 til Nordholz ved Cuxhaven og 25. april 1915 til Tønder og udførte 77 rekognosceringer med følgende officerer ombord:
- 24. november 1914 tiltrådte Oberleutnant zur See (premierløjtnant) Werner Petersen som kommandant og søløjtnant Karl Brodrück som 1. officer. De stationeredes først i Leipzig, flyttedes 23. januar 1915 til Nordholz ved Cuxhaven og 25. april 1915 i Tønder
- 1. juni 1915 afløstes de af kaptajnløjtnant Max Dietrich og løjtnant von Nathusius (33 ture)
- 5. september 1915 afløstes de af kaptajnløjtnant Franz Stabbert og søløjtnant Ernst Schirlitz (20 ture). De overtog i stedet det nybyggede luftskib L 20, som de 3. maj 1916 nødlandede med i Norge efter et bombetogt mod Storbritannien. Stabbert omkom 5. april 1917 som kommandant på L 44.
- 12. november 1915 afløstes de af kaptajnløjtnant Otto von Schubert og Oberleutnant zur See Armin Rothe (6 ture)
- 11. januar 1916 afløstes de af kaptajnløjtnant Sommerfeldt og søløjtnant Gebauer
- 18. april 1916 afløstes de af kaptajnløjtnant Karl Hempel og Oberleutnant zur See Wenke. Begge omkom 4. maj 1916 ved Horns Rev, se nedenfor.

## I Norfolk med luftskibschef Strasser 16. april 1915
L 7 nåede aldrig at bombardere fjendtligt landområde, men med kommandant Werner Petersen i selskab med luftskibsflådens chef Peter Strasser ombord fra basen i Nordholz, ankom luftskibet 16. april 1915 omkring kl. 01.40 til Norfolks kyst nordøst for King's Lynn nær Brancaster og fulgte kysten øst og syd om ved at flyve over Cromer, Great Yarmouth og til slut Gorleston kl. 2.35.
Det var planlagt sammen med L 5 (Alois Böcker) og L 6 (von Buttlar-Brandenfels) at angribe Humber-området, men navigationsproblemer, stærk vind og mørklægning gjorde, at L 7 vendte om og returnerede over Nordsøen

## Første zeppeliner i Tønder 25. april 1915
L 7 med kommandant Petersen ankom 25. april 1915 til luftskibsbasen i Tønder og fik fast plads i den én måned tidligere færdigbyggede Toni-hal.
PL 25 og L 7 var Tønderbasens eneste luftskibe indtil luftskib L 18's ankomst 16. november 1915, men da var den store dobbelthal Toska endnu ikke færdigbygget.
Eftersom PL 25 ikke var en zeppeliner, men bygget uden fast skrog (blimp-typen og i øvrigt i mange år verdens største af sin slags), var L 7 altså den første zeppeliner stationeret på basen.

## Nedskudt ved Horns Rev 4. maj 1916
Den 2. maj 1916 var 7 luftskibe sendt på bombetogt mod havnebyer i Nordøstengland og mod fjendtlige krigsskibe i Firth of Forth-fjorden, men L 20 kunne i hård kuling fra sydøst ikke nå hjem til basen i Tønder og nødlandede dagen efter i Norge.
I skjul af uvejret var britiske HMS Engadine og HMS Vindex læsset med 11 vandflyvere, fulgt af en konvoj af krigsskibe, på vej mod den jyske vestkyst for at påbegynde et luftangreb mod luftskibsbasen i Tønder.
L 7 med kommandant Hempel og 1. officer Wenke rekognoscerede på grund af vejret i kun 1.200 meters højde og kom under beskydning af et fjendtligt skib, men ændrede kurs og ledtes hen til den større flåde af britiske krigsskibe, hvor krydserne HMS Phaeton og HMS Galatea brugte antiluftskyts, så granatsplinter punkterede flere af luftskibets gasceller.

Hempel meddelte over radioen, at L 7 var undsluppet konvojen men blev nødt til at nødlande ved Horns Rev og tilkalde hjælp.
Selv om de tyske torpedobådsjagere og ubåde så hurtigt som muligt forsøgte at nå luftskibet fandt de det ikke.
Den engelske ubåd HMS E31, som fulgte HMS Engadine, var neddykket, men i periskopet observerede kaptajn 'Bertie' Feilmann at L 7 tabte højde.
Lettet til overfladen indledte ubåden med sit maskingevær et angreb, som satte zeppelineren i eksplosionsbrand på havet.
Det lykkedes at redde 7 overlevende ombord på ubåden, mens 11 øvrige, heriblandt de 2 officerer, omkom.
De overlevende blev taget med til England som krigsfanger.

Det planlagte vandflyver-bombardement af Tønder var imidlertid en fiasko og kun et enkelt fly nåede frem og kastede en 30 kg-bombe, som ikke ramte.

## Eksterne links
- Zeppelin L 7 - Luftschiffe in Tondern Arkiveret 14. august 2017 hos  Wayback Machine - zeppelin-museum.dk
- Luftschiff L 7 - frontflieger.de
- LZ 32 - luftschiff.de
- LZ32 Arkiveret 9. september 2014 hos  Wayback Machine - sebastianrusche.com
- Lz32 - L7 Arkiveret 19. august 2014 hos  Wayback Machine - p159.phpnet.org (fransk)
- LZ32(L7) - air-ship.info (kinesisk)
- 04-May-1916 Zeppelin LZ.32 - Aviation Safety Network
- Gefallene Marine-Luftschiff  L 7 - archivgnoien.de.tl

1. ↑  15th/16th April 1915 Arkiveret 8. november 2014 hos  Wayback Machine - iancastlezeppelin.co.uk
2. ↑  Air raid Cleethorpes April 1915 - theaerodrome.com
3. ↑  Werner Peterson Arkiveret 23. oktober 2014 hos  Wayback Machine - hertfordshire-genealogy.co.uk
4. ↑  Two Zeppelins destroyed - Abergavenny Chronicle 12. maj 1916
5. ↑  The Wreck of Zeppelin L7 - Eccles Journal 12. maj 1916
6. ↑  Lot Arkiveret 2. november 2014 hos  Wayback Machine - charlesmillerltd.com